# Bashaha
Bashaha (en népalais : बसाहा) est un comité de développement villageois du Népal situé dans le district d'Udayapur. Au recensement de 2011, il comptait 10 106 habitants.